# Sylvain Booene
Sylvain Booene (31 gennaio 1968) è un ex calciatore francese nato a New-Caledonia, di ruolo difensore.

## Carriera

### Club
Ha sempre giocato nel campionato di casa.

### Nazionale
Ha collezionato 18 presenze con la maglia della propria Nazionale.